# Jens Berthel Askou
Jens Berthel Askou (født 19. august 1982) er en forhenværende professionel dansk fodboldspiller, og nuværende træner for Motherwell FC.
Han har i sin aktive karriere bl.a. spillet for Silkeborg IF, Vejle Boldklub, Esbjerg fB og Norwich City i England.

## Karriere
Askou begyndte sin karriere hos Ikast FS, inden han skiftede til Holstebro BK i 2002. Hans præstationer førte i sommeren 2003 til en kontrakt med Silkeborg IF. Han hjalp klubben til at rykke op i Superligaen i løbet af sin første sæson og var fast mand på holdet i 4 sæsoner. I 2007 kunne Askou og SIF ikke blive enige om en ny kontrakt, hvilket førte til et skifte til tyrkiske Kasımpaşa S.K..

### Kasımpaşa S.K.
Kasımpaşa sluttede sidst i den bedste tyrkiske liga i 2007-08, men Askou spillede regelmæssigt og scorede to mål.
På trods af et selvmål af Askou i en playoff semifinale, vendte klubben tilbage til den bedste tyrkiske række i første forsøg i 2008-09. Askous kontrakt blev imidlertid ikke forlænget den følgende sommer.

### Norwich City
I juli 2009 besøgte Askou den engelske League One klub, Norwich City under deres pre-season forberedelser i Skotland. Askou imponerede med sine defensive kvaliteter i træningskampene og den 27. juli bekræftede klubbens leder Bryan Gunn, at han havde tilbudt Askou en kontrakt. Den 30. juli blev det offentliggjort, at Askou havde underskrevet en toårig aftale med Norwich City.
Askou fik sin debut i en 4-0 sejr over Yeovil Town i den engelske Liga Cup den 11. august 2009. Fire dage senere scorede han i sin ligadebut mod Exeter City i en kamp, der endte 1-1 . Askou var en regelmæssig starter for Norwich City, indtil han løb ind i en fodskade i en ligakamp mod Yeovil Town, der holdt ham ude indtil maj 2010.
I august 2010 scorede Askou på et hovedstød mod Blackburn Rovers i den engelske Liga Cup; en kamp som Norwich tabte 3-1. I sæsonen 2010-11 startede han dog kun inde i to kampe i The Championship.
I januar 2011 skiftede Askou til Championship-holdet Millwall FC på en låneaftale . Han blev vist ud i sin debut mod Leicester City for en hård tackling på Yakubu Aiyegbeni . Det blev hans eneste optræden for klubben, og i februar vendte han tilbage til Norwich. I slutningen af sæsonen blev det annonceret, at hans kontrakt med Norwich ikke ville blive forlænget.

### Vejle Boldklub
I 26. august 2011 underskrev Askou en toårig kontrakt med Vejle Boldklub. I Vejle Boldklub var Askou fast starter i midterforsvaret og har overtog anførerbindet fra tidligere anfører Steffen Kielstrup.

### Esbjerg fB
2. august 2013 præsenteres Askou i Esbjerg fB. Esbjerg har købt ham fri af kontrakten i Vejle og han har skrevet under på en 2 årig aftale med Esbjergenserne.
Den sidste del af opholdet i Esbjerg fik Askou ødelagt af en diskusprolaps, og spilletiden blev som følge deraf meget begrænset.

### Skive IK
25. december 2014 ophævede EfB og Askou samarbejdet et halvt år før tid. Samme dag blev han præsenteret i Skive IK, hvor han fra begyndelsen af 2015 tiltrådte som spillende assistenttræner i et trænerteam bestående af Cheftræner Jakob Michelsen, Assistenttræner Michael Henriksen og Målmands træner Martin Sejr Jensen.

### Thisted FC
I september 2016 blev Jens Berthel Askou hentet til Thisted FC som spillende assistenttræner. Han stoppede dog den 10. januar 2017, for udelukkende at koncentrere sig om hvervet som assistenttræner.

### Vendsyssel FF
Han blev i juli 2017 ansat som assistenttræner i Vendsyssel FF. Der var ikke tale om en rolle som spillende træner som tidligere, men i foråret 2018 var truppen så hårdt ramt af skader, at der blev spekuleret i et muligt comeback for Askou. Den 25. marts 2018 skete det så, da han blev skiftet ind kort før tid i en kamp mod HB Køge.
Han blev i maj 2018 udnævnt som ny cheftræner, da daværende cheftræner Erik Rasmussen stoppede i klubben.
Han blev herefter i maj 2019 fyret, lige inden de afgørende playoff kampe, efter han kun førte dem til en sejr i 11 kampe i slutspillet.

### HB
Fra 2019 til og med 2020 var han cheftræner for Havnar Bóltfelag (HB), der spiller i Færøernes bedste række. Askou vandt både det færøske mesterskab og pokalturneringen (Løgmanssteypið), efter et år som træner for HB.

### AC Horsens
I 2021 blev han træner for AC Horsens i Superligaen.

### IFK Göteborg
I sommeren 2023 forlod Askou Horsens for at blive cheftræner for den svenske klub IFK Göteborg, som det lykkedes am at redde fra nedrykning. I juni 2024 forlod han klubben for at blive assistenttræner for Lars Friis i Sparta Prag.

## Hæder

### Spiller
- Silkeborg IF
  - 1. division Mestre: 2003–04
- Kasımpaşa
  - TFF 1. League Playoffs vinder: 2008–09
- Norwich City
  - League One Mestre: 2009–10
  - Championship Toer: 2010–11

### Træner
Havnar Bóltfelag
- Betrideildin: 2020
- Løgmanssteypið: 2020
- Vandt the Double i færøsk fodbold: 2020[12]

### Individuel
- Betrideildin Årets bedste træner: 2020, valgt af Venjarafelag Føroya (Færøernes Træner Forening)[13]